# Paweł Apostoł (obraz Rembrandta)
Paweł Apostoł (niderl. Paulus de Apostel) – obraz olejny na płótnie holenderskiego malarza Rembrandta Harmenszoona van Rijn z ok. 1657 roku, znajdujący się w zbiorach National Gallery of Art w Waszyngtonie.
Obraz sygnowany u dołu (po prawej): Rembrandt f. Dzieło ma wymiary 131,5 × 104,4 cm, ma muzealny numer katalogowy: 1942.9.59 (National Gallery of Art).
Obraz przedstawia św. Pawła przebywającego w więzieniu. Apostoł siedzi na drewnianym krześle, podpierając głowę na otwartej dłoni, co sugeruje duchową intensywność myśli. Stanowczość jego spojrzenia wyraża przekonanie o zasadności wiary, którą pragnie się podzielić z adresatami listu. Znad stołu wystaje miecz, charakterystyczny atrybut świętego, który ostatecznie odda życia za Chrystusa poprzez ścięcie. Postać Pawła stała się tematem szeregu prac Rembrandta. Pierwszy raz malarz przedstawił apostoła w 1627 roku, malując Świętego Pawła w więzieniu (Staatsgalerie Stuttgart). Ostatni  raz przedstawi siebie samego w postaci św. Pawła w 1661 roku. Osoba Pawła pozwoliła artyście skupić się na temacie kruchości a jednocześnie sile człowieka.
Łagodne światło, które oświetla postać, nie ma określonego miejsca pochodzenia. Malarz, wybierając przedstawienie półpostaci, chciał przybliżyć osobę widzowi. Waszyngtoński Paweł jest pełen ekspresji, nie kryje swych uczuć, wiele już doświadczył, wiele widział. Rembrandt używa starannie dojrzałej techniki malarskiej. Wie, co chce przekazać. Artysta nieco uogólnił rysy twarzy modela, który znany jest też z innych dzieł, jak: Brodaty mężczyzna w czapce (National Gallery w Londynie) z 1657 roku oraz Brodaty mężczyzna (Ermitaż) z 1661 roku. Ten zabieg miał na celu zasugerowanie historycznego charakteru tematu, jak i wzmocnienie kontemplacyjnego nastroju sceny. Rembrandt chce, byśmy raczej starali się odczytywać wnętrze przedstawionej postaci niż jej fizyczne cechy. To cecha charakterystyczna zabiegów twórczych Rembrandta w tym momencie jego kariery.
Podczas prac konserwacyjnych obrazu przeprowadzonych w latach 1999–2002 odkryto, że Rembrandt nie namalował obrazu samodzielnie, prawdopodobnie pomagał mu jeden z jego uczniów. Inna ręka malowała płaszcz apostoła, miecz oraz sygnaturę. Historycy sztuki upatrują w waszyngtońskim Pawle bliskości ze Świętym Bartłomiejem, sygnowanym obrazem z 1657 roku, znajdującym się w kolekcji Timken Museum of Art w San Diego.